# Świątynia Po Rome

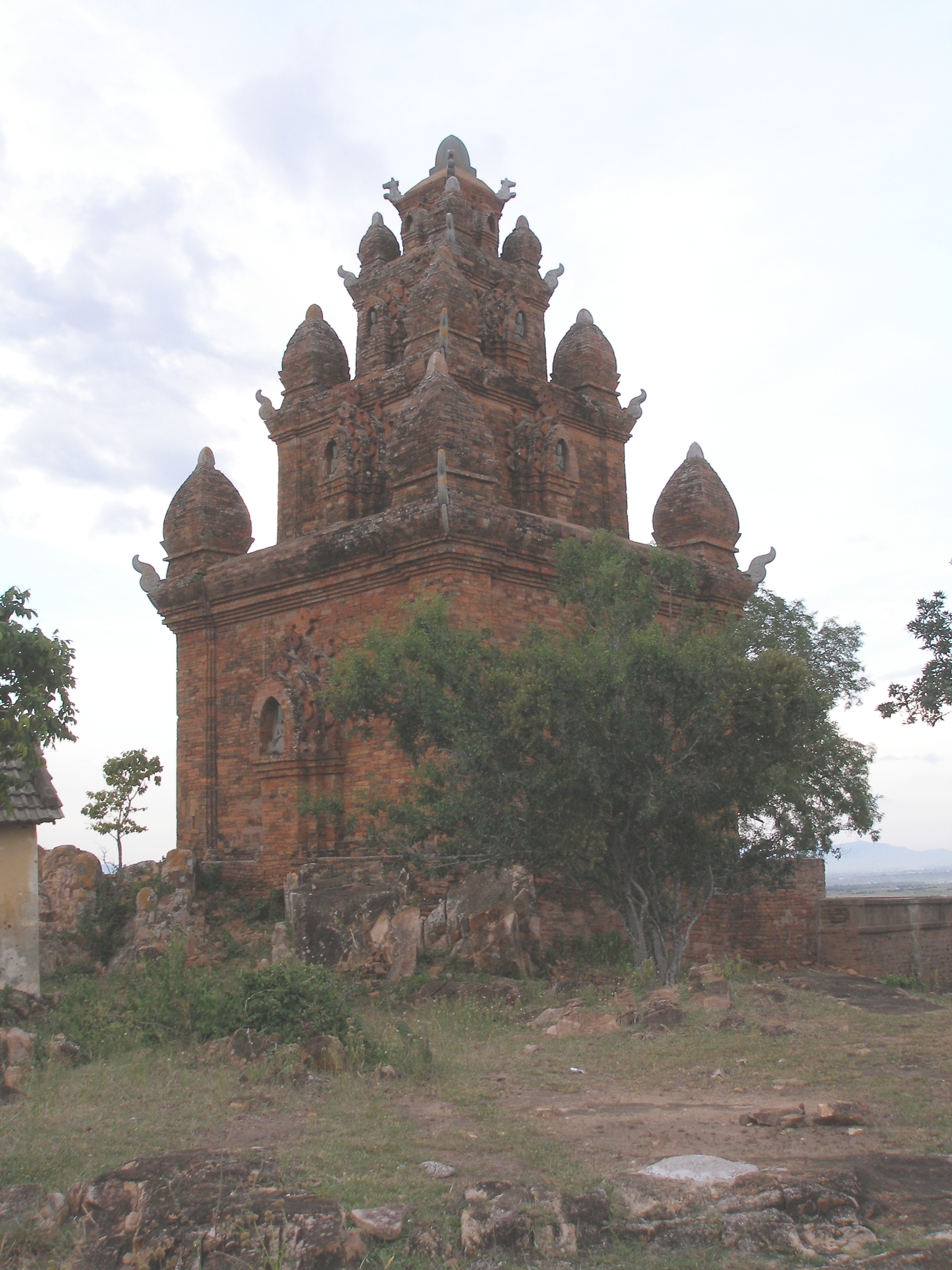
Świątynia Po Rome – widok z tyłu

Świątynia Po Rome – hinduistyczna świątynia czamska, miejsce kultu króla Po Rome, ostatnia historyczna budowla Czamów.

## Położenie
Świątynia znajduje się na wzgórzu w pobliżu wioski Hậu Sanh, niedaleko Phan Rang-Tháp Chàm, w środkowym Wietnamie.

## Historia
Świątynia Po Rome jest ostatnią historyczną budowlą Czamów pochodzącą z XVII w.. Obecnie pozostał jedynie kalan. Na początku XX w. obok znajdowała się jeszcze kośagryha, z której obecnie pozostały jedynie ruiny fundamentów.

## Architektura
Kalan świątyni Po Rome wzorowany jest na świątyni Po Klon Garai. Trzykondygnacyjny dach, przedsionek i imitacje wejść po bokach i z tyłu wyglądają podobnie, lecz całość jest nieco mniej zgrabna niż Po Klon Garai. Nie zachował się tympanon nad głównym wejściem. Wewnątrz umieszczono płaskorzeźbę przedstawiającą króla Po Rome jako wcielenie wielorękiego Śiwy.

## Obiekty infrastruktury
Świątynia znajduje się na wzgórzu, 2 km od wioski Czamów. Brak jakichkolwiek dodatkowych obiektów w pobliżu.

## Patron
Świątynia poświęcona jest królowi Po Rome tradycyjnie uważanemu za wyznawcę Hinduizmu i czczonemu jako wcielenie Śiwy. Kalendarz świąt obchodzonych obecnie w Po Rome jest podobny do tego w Po Klon Garai.